# Саньхуанвэнь
Саньхуанвэнь (кит. 三皇文) — Письмена трёх августейших — даосская традиция, существовавшая со времён эпохи Хань до династии Цзинь (265—420). Точно очертить время появления школы трудно. Наиболее известным её представителем был Гэ Хун. Традиция названа по одноимённому трактату.

Позднее, около 400 года, Гэ Чаофу, внучатый племянник Гэ Хуна собрал сочинения школы и основал новую школу Линбао. Когда был сформирован даосский канон, сочинения Саньхуанвэнь были собраны в раздел канона Дун шэнь 洞神部, во втором были сочинения школы Линбао, а в третьем — сочинения школы Шанцин.

## Особенности учения
Само название «Саньхуан» апеллирует к легендарным Трём Властителям (см.Три властителя и пять императоров), конкретно Фуси, Шэньнун, Хуанди.
Гэ Хун упоминает в 19 главе Баопу-цзы о Письменах трёх августейших, как о чудесной книге, хранящийся в горах в секрете и передающейся только высокодостойным, только обладание этой книгой позволяет совершать разнообразные чудеса, излечивать болезни, летать по воздуху.
Этот трактат Санхуаньвэнь 三皇文 состоит из трёх частей — Письмена Небесного Императора, письмена Земного Императора и Письмена Человеческого Императора.
Часть содержания традиции нашло отражение в Баопу-цзы.
Даосы школы Саньхуанвэнь практиковали индивидуальные духовные практики, которые было запрещено передавать прямым наследникам, отчего представители семей получали их не через родителей, а через других лиц. Сама традиция Саньхуанвэнь представляется как сеть даосов-магов, обучающих отдельных учеников секретам алхимии, долголетия, врачевания, дыхательной гимнастики, и готовящих компоненты «золотого эликсира».
В обзорах, выполненных Гэ Хуном, практически отсутствует упоминание Школы Небесных Наставников, что говорит о том, что Письмена трёх августейших формировались независимо и обладали разной сферой интересов. В отличие от Школы Небесных Наставников, культивирующей медиумов и практикующих сложные коллективные ритуалы, Письмена трёх августейших опирается на сугубо самостоятельную практику.
В учение школы входили многочисленные методы практической магии — заклинания, талисманы, вызов духов, приготовление эликсиров. Даосы этой школы занимались в первую очередь поисками индивидуального бессмертия, для чего отправлялись в горы, искали чудесные грибы, пытались найти высокочистые минералы — золото, ртуть, киноварь, серебро; изучали травы и делали снадобья.